# Неделя ненависти
Неделя ненависти (англ. Hate Week) — вымышленное событие в антиутопическом романе Джорджа Оруэлла «1984». Неделя ненависти — это психологическая операция, призванная максимально усилить ненависть населения к нынешнему врагу тоталитарной партии, в зависимости от того, с какой из двух стран (Евразией или Остазией) идёт война в данный момент.

## Краткое содержание
Во время одной Недели Ненависти Океания сменила союзника и врага, в тот момент как публичный оратор находится в середине предложения, но, несмотря на это, срыв был минимальным: плакаты против предыдущего врага мгновенно стали «саботажем» Недели Ненависти, проводимого Эммануэлем Гольдштейном и его сторонниками, которые в итоге были снесены толпой и быстро заменены пропагандой против нового врага, демонстрируя тем самым лёгкость, с которой партия управляет ненавистью своих членов. Эта легкость также может быть частично объяснена сходством в терминах «Остазия» и «Евразия», поскольку их легко спутать. Ожидается, что все члены Океании проявят соответствующий энтузиазм во время Недели ненависти, а также ежедневной двухминутки ненависти. Хотя участие в этом мероприятии не является юридически обязательным, избегание или отказ от него вызывает подозрение у Полиции мысли, что обычно приводит к испарению преступника. Это гарантирует, что они против противостоящей стороны и все еще в союзе с Большим братом.
Неделя ненависти отмечается в конце лета. События в течение этого времени включают демонстрации восковых фигур, военные парады, речи и лекции. Также сочиняются новые лозунги и песни. Упоминается, что подразделению из художественного отдела было поручено издавать брошюры о злодеяниях (фальсифицированные сообщения о злодеяниях, совершенных против нее противниками Океании), призванные стимулировать население Океании и впадать в бешеное безумие против всех врагов. Таким образом, совокупный эффект Недели Ненависти состоит в том, чтобы возбудить население до такой степени, что оно «несомненно разорвало бы захваченных вражеских солдат на куски», если бы ему была предоставлена такая возможность. Впервые упоминается во втором абзаце первой страницы «1984»; однако, на тот момент читателю не известно, что такое Неделя ненависти. «Это было частью стремления экономики подготовиться к Неделе ненависти».

## Культурное влияние
«Неделя ненависти» была принята теоретиками и учеными в качестве компаратора для реальных усилий по демонизации врага государства. Советский литературный теоретик Джон Родден отмечает, что «Неделя ненависти», изображенная в романе Джорджа Оруэлла, предвосхищает некоторые антиамериканские события в Советском Союзе, которые последовали за этим. Скотт Боулдинг утверждает сходство между недопустимой неделей ненависти и усилиями сталинистов по вытеснению религии преданным служением партии. Другие теоретики сравнивали «Неделю ненависти» Оруэлла с периодами антисоветских настроений в США, а также с другими кампаниями Холодной войны против марионеточных государств.